# 火炭路

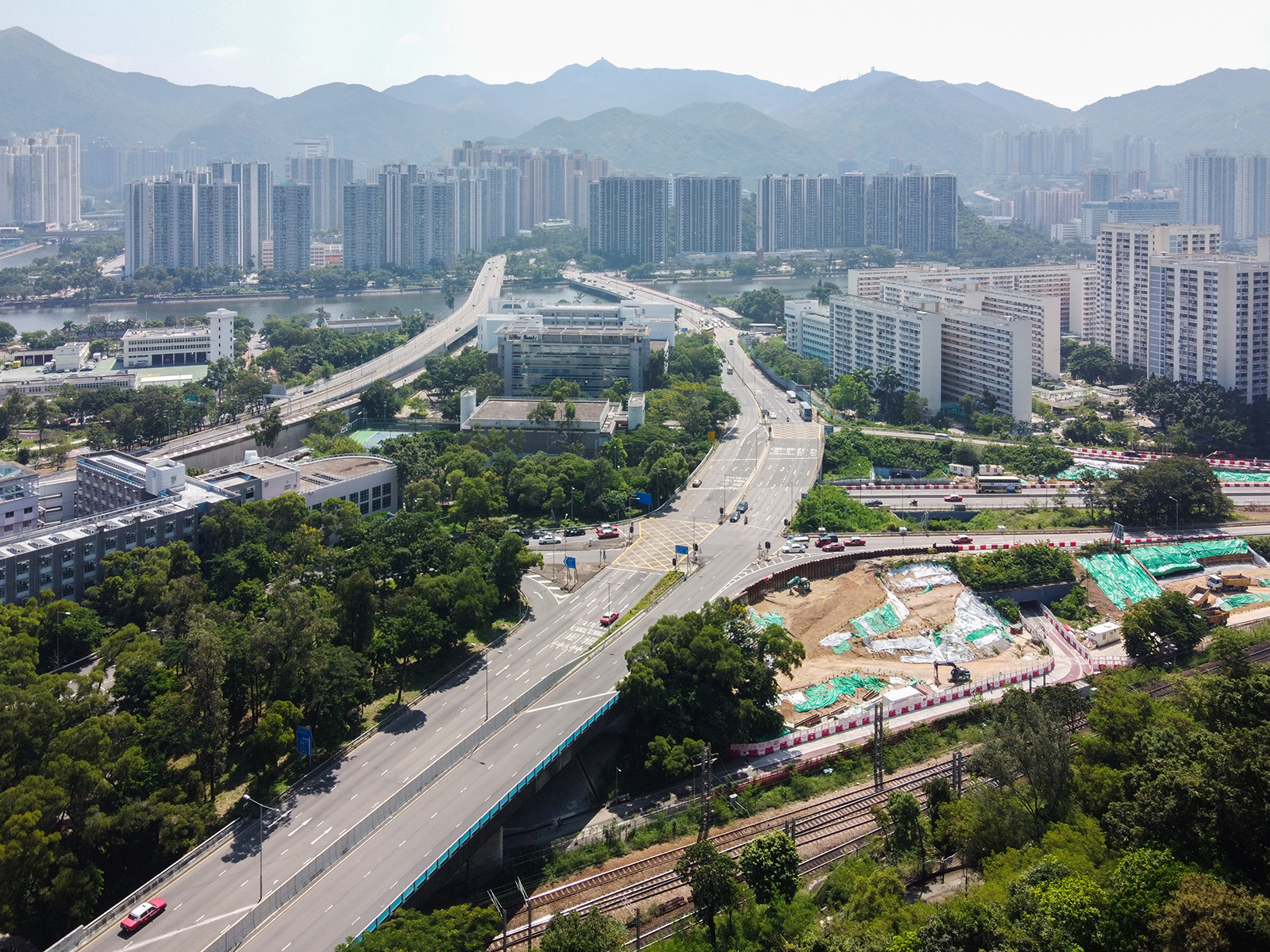
火炭路往沙田方向

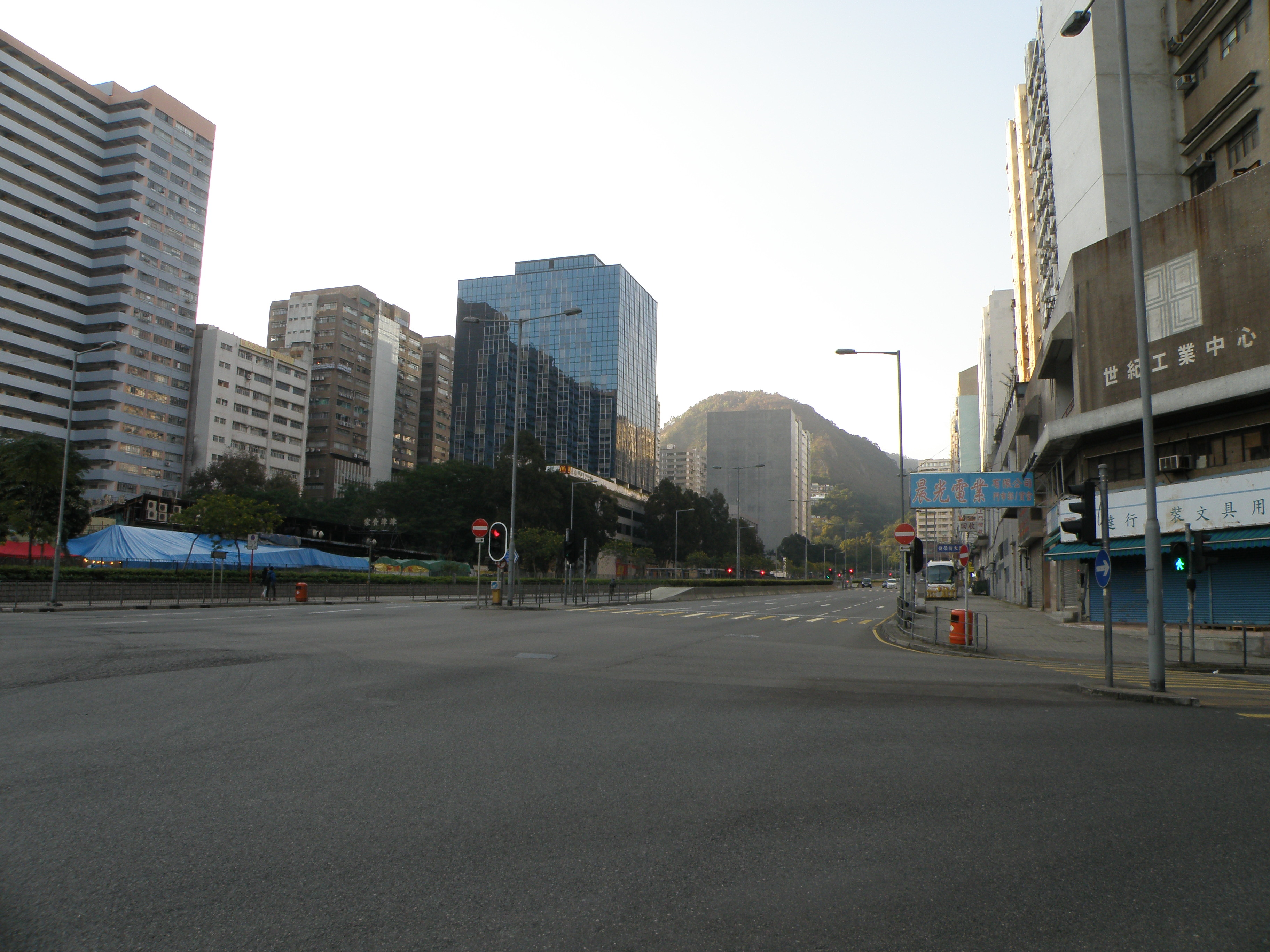
火炭路

火炭路（英語：Fo Tan Road）是香港新界沙田區的一條道路，由城門河東岸的大涌橋路與沙田路交界起，向北伸展至火炭工業區的桂地街為止，全長約1.7公里，全線採用分隔行車道建造，部份路段不設行人設施。
道路分別與1號幹線（沙田路）和9號幹線（大埔公路 - 沙田段）交匯，直接與香港島、九龍和新界各地區連成一線。
跨越城門河的一段名為翠榕橋（Banyan Bridge），行人路和單車徑設於橋的北行線旁，可以欣賞遠至馬鞍山新市鎮的景色。
介乎於城門河西岸的源禾路與火炭村之間，車速最高可達到每小時70公里，跨越港鐵東鐵綫路軌一段，以行車天橋形式建造，不准行人和單車使用。
道路北端是沙田新市鎮內歷史最悠久，亦是區內最大的工業地帶——火炭，這裡的街道有別於一般工業區，用上了附近的地方作為街道名稱，例如松頭下路、禾寮坑路、石榴洞街、黃竹洋街、鉛礦凹街等。位於工業區東北面的落路下和西南面的穗禾路沿線，是區內著名的豪宅地段之一（僅次於九肚山），除了屬於居者有其屋的穗禾苑外，其他樓房的價格一般比同區略高，環境清幽加上風景優美成為它們議價的最強催化劑。
綜合以上特點，火炭路讓火炭工業區及其周邊住宅的市民往返香港各區，提供了一條直接和快捷的路徑。

## 交匯道路
- 沙田路（香港1號幹線）
- 大涌橋路
- 源禾路
- 大埔公路 - 沙田段（香港9號幹線）
- 樂景街
- 山尾街
- 麵房街
- 松頭下路
- 穗禾路
- 桂地街

## 沿線建築物
- 禾輋邨
- 香港專業教育學院沙田分校
- 火炭村
- 火炭渠

## 外部連結
- Google地圖香港 （页面存档备份，存于）